# Rivière des Sept Ponts
Pour les articles homonymes, voir Pont (toponyme).
La rivière des Sept Ponts est un affluent de la rivière du Berger coulant dans les secteurs de Beauport et de Charlesbourg, dans la ville de Québec, dans la région de la Capitale-Nationale, dans la province dans la province de Québec, au Canada.
La partie supérieure de la vallée encaissée de la rivière des Sept Ponts ne comporte pas de route carrossable. Sa partie inférieure, en aval du lac Bégon, est située surtout en zone urbaine et est surtout desservie par le boulevard Henri-Bourassa, la rue Sophia Melvin et la rue des Nations Est.
La surface de la rivière des Sept Ponts (sauf les zones de rapides) est généralement gelée de début décembre à fin mars ; toutefois la circulation sécuritaire sur la glace se fait généralement de fin décembre à début mars. Le niveau de l'eau de la rivière varie selon les saisons et les précipitations ; la crue printanière survient en mars ou avril.

## Géographie
La rivière des Sept Ponts est le second principal affluent du bassin versant de la rivière du Berger. Elle prend sa source à la confluence de deux ruisseaux de montagne (altitude : 330 m) dans une zone boisée et montagneuse au nord de l'arrondissement de Beauport. Cette source est située à :
- 2,0 km au sud-est du centre du cartier de Lac-Beauport ;
- 0,6 km au sud-ouest du sommet de la Montagne des Trois Sommets (altitude : 457 m ;
- 1,9 km au nord-ouest du lac des Roches qui est le lac de tête de la rivière des Roches ;
- 4,9 km au nord de la confluence de la rivière des Sept Ponts et de la rivière du Berger.

À partir sa source, la rivière des sept ponts coule sur 5,8 km, avec une dénivellation de 171 m, selon les segments suivants :
- 1,6 km vers le sud affichant une bonne dénivellation dans une vallée encaissée, jusqu'au ruisseau des Chicots (venant du nord-est) ;
- 2,7 km vers le sud en formant un crochet vers le sud-ouest, affichant une bonne dénivellation dans une vallée encaissée et en traversant le lac Bégon (longueur : 0,3 m ; altitude : 185 m) en fin de segment jusqu'au barrage à son embouchure ;
- 0,5 km vers le sud en coupant la rue de l'Aventure et en traversant le lac Flamand (longueur : 0,18 m ; altitude : 175 m) en fin de segment, jusqu'à son embouchure. Note : La Plage-Laurentides est située à l'est du lac Flamand ;
- 1,0 km vers le sud en entrant en zone résidentielle, en coupant la rue de Dublin, Sophia Melvin et des Nation Est, jusqu'à sa confluence avec la rivière du Berger[2].

À partir de cette confluence, le courant descend sur 17,1 km vers le sud-est en zone urbaine, puis le sud-ouest, le cours de la rivière du Berger ; puis sur 8,3 km généralement vers le nord-est en zone urbaine, en suivant le cours de la rivière Saint-Charles laquelle se déverse sur la rive Est du fleuve Saint-Laurent.

## Toponymie
Le toponyme rivière des Sept Ponts a été officialisé le 28 mars 1974 à la Commission de toponymie du Québec.